# Galantheae
Galantheae, tribus lukovičastih trajnica koji čini dio potporodice Amaryllidoideae, porodica zvanikovki. Glavni predstavik koji je tribusu do ime je rod visibaba (Galanthus) s 21 vrstom i njemu srodni rodovi drijemovac (Leucojum) s 3 i Acis s 9 vrsta.
Po životnom obliku su geofiti. Vrstama ovog tribusa domvina je uglavnom Europa (Sredozemlje), te na istok preko Male Azije do Irana.

## Rodovi
1. Hannonia Braun-Blanq. & Maire (1 sp.)
2. Lapiedra Lag. (1 sp.)
3. Vagaria Herb. (2 spp.)
4. Acis Salisb. (9 spp.)
5. Leucojum L. (2 spp.)
6. Galanthus L.  (24 spp.)